# Fischbach (Niedereschach)
Fischbach ist ein Ortsteil von Niedereschach im Schwarzwald-Baar-Kreis in Baden-Württemberg.

## Wappen
Beschreibung: „In Gold ein blauer Wellenbalken, in diesem ein silberner Fisch.“

## Geographie

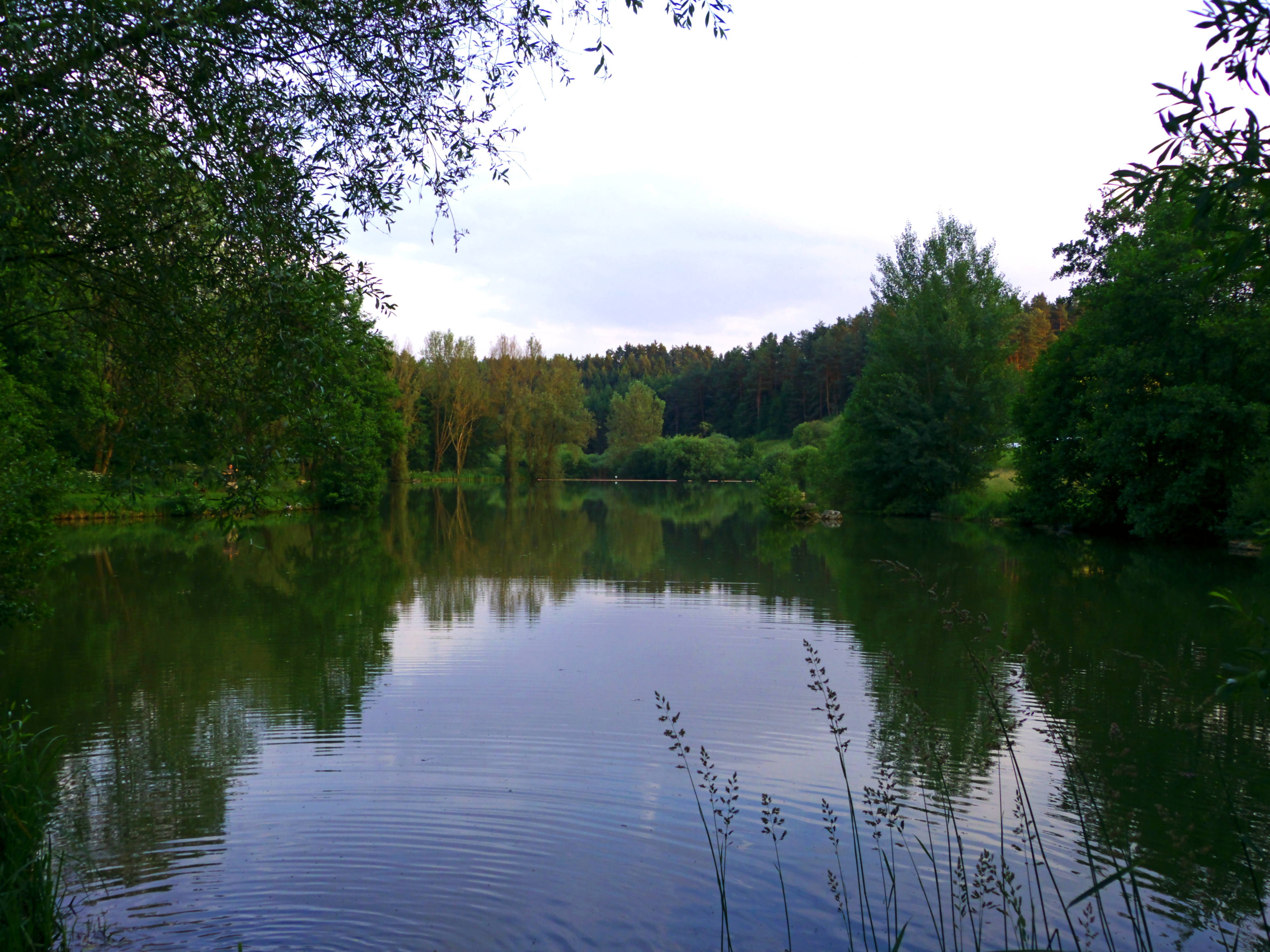
Der Teufensee am Nordostrand von Sinkingen

Fischbach besteht als unregelmäßige Dorfanlage. Es liegt entlang und auf den Höhen zwischen den Bachtälern und an dem Zusammenfluss des aus Richtung Königsfeld fließenden Glasbachs (auch: Vorderbach) und des aus Richtung Weiler fließenden Eschbachs (auch: Hinterbach). Ab der Ortsmitte trägt der Bach den Namen Fischbach, der weiter nach Niedereschach fließt.
 Das Dorf liegt 5 km nordwestlich von Niedereschach an der L 181.
Am südlichen Rand  Fischbachs ist das Natura 2000-Vogelschutzgebiet 'Baar' gelegen, nördlich befinden sich einige Flächen des FFH-Gebiets Eschachtal, zu dem auch der Teufensee gehört.
An den Ortsteil Sinkingen grenzt der Landkreis Rottweil.

## Geschichte
Fischbach wurde 1275 als Vischibach erstmals erwähnt, im 14. Jahrhundert als Vispach und 1455 als Vischbach. Es war eine frühmittelalterliche Siedlung. Rechte der Grafen von Fürstenberg am Ort scheinen an die Münzer von Sinckingen gekommen zu sein. Ein Prozess zwischen diesen und Rottweil endete 1457 damit, dass der Stadt das Dorf Zwing, Bann und Gerichten zugesprochen wurde. Fischbach gehörte zum Pirschvogteiamt der Stadt Rottweil. 1803 fiel es an Württemberg und wurde dem Landoberamt Rottweil unterstellt. Die Angliederung an das Großherzogtum Baden erfolgte 1810 durch den Grenzvertrag zwischen Württemberg und Baden, wo es zum Bezirksamt Villingen kam.
Seit dem 1. Juli 1974 ist es ein Teil der Gemeinde Niedereschach.

## Verwaltung
Zur ehemaligen Gemeinde Fischbach gehören die Dörfer Fischbach und Sinkingen, der Gemeindeteil Vorderweiler, das Gehöft Pfaffenberg(höfe) und die Häuser Auf dem Bühl, Eichbühl und Kirchhalde.

## Wirtschaft
Fischbach besitzt neben wenigen landwirtschaftlichen Betrieben mittelständische Unternehmen aus unterschiedlichen Bereichen. Darunter sind Betriebe des metallverarbeitenden Gewerbes und der Feinmechanik, ein Sägewerk und ein Busunternehmen. Handwerksbetriebe sind aus vielen Gewerken vertreten, darunter Maurer, Zimmereien, Anlagen- und Metallbau und Malerbetriebe.
Der Tourismus spielt ebenfalls eine bedeutende Rolle.
Der Fischbacher Taubenmarkt ist seit über 100 Jahren als Kleintiermarkt für Vögel und Nutztiere wie Kaninchen und Stallhasen von überregionaler Bedeutung.

## Kultur und Sehenswürdigkeiten

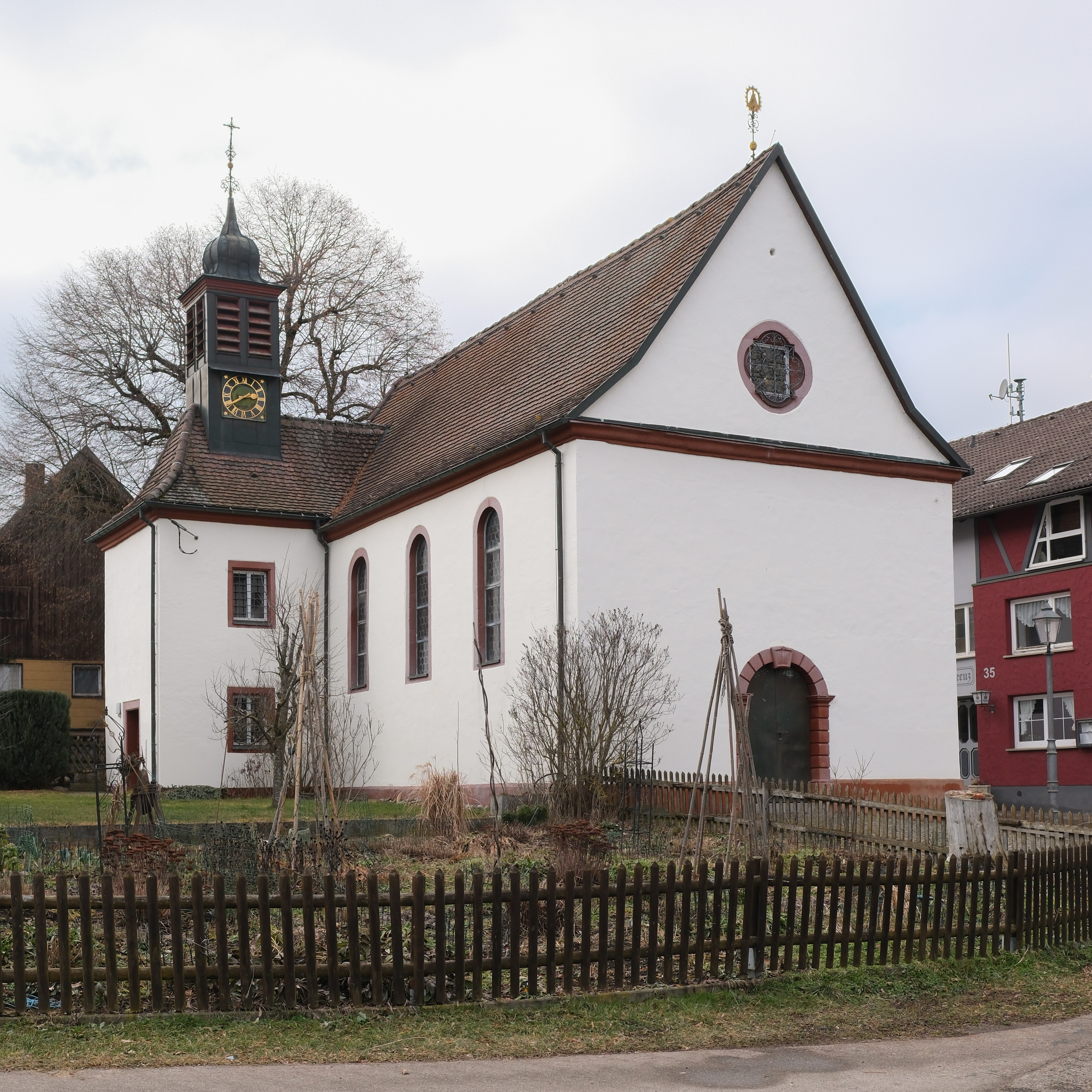
Marienkapelle Sinkingen

In Fischbach  steht die Pfarrkirche St. Mauritius, die sich bisher auf frühestens 1593 datieren lässt und von einem katholischen Friedhof umgeben ist. Sie erhielt 2014  ein vierstimmiges Bronzegeläut der Glockengießerei Bachert aus Karlsruhe als Ersatz für die 1949 in der Glockengießerei Grüninger hergestellten Weißbronzeglocken.
Im Ortsteil Sinkingen befindet sich die Wallfahrts-Marienkapelle, die auf die Mitte des 14. Jahrhunderts datiert werden kann. Am Portal ist in einer Kartusche eine lateinische Inschrift eingearbeitet, die den Baubeginn der heutigen Kapelle, 1763, in einem Chronogramm festhält. In der Kapelle befindet sich eine Schwarze Madonna als Nachbildung einer Figur aus dem Kloster Einsiedeln.
Im Ortsausgang Richtung Niedereschach befinden sich südöstlich des Dorfes an den Höhen über dem Fischbach gelegen die Ruinen einer mehrteiligen Anlage eines römischen Gutshofes mit Wirtschaftsgebäuden und einer aufwändig ausgestatteten Therme.

1986 wurde das Heimatmuseum durch den Geschichts- und Heimatverein Niedereschach gegründet und im ehemaligen Fischbacher Rathaus untergebracht.
In Fischbach besteht eine Zweigstelle der Gemeinschaftsschule Eschach-Neckar als Grundschule und ein Kindergarten.